# Fast wie in alten Zeiten
Fast wie in alten Zeiten (Original: Seems Like Old Times) ist eine US-amerikanische Filmkomödie aus dem Jahr 1980 mit Goldie Hawn, Chevy Chase und Charles Grodin in den Hauptrollen.

## Handlung
Der Schriftsteller Nicholas Gardenia hat einfach Pech. Er saß zwei Jahre wegen angeblichen Drogenbesitzes in einem mexikanischen Gefängnis und arbeitet nun in einer Waldhütte in Big Sur an seinem neuen Buch. Zwei Männer entführen ihn von dort mit geladener Waffe, um in Carmel-by-the-Sea eine Bank auszurauben. Nach der Flucht wird er unsanft aus dem fahrenden Auto gestoßen und begibt sich anschließend zu seiner Exfrau, der Anwältin Glenda Parks, nach Brentwood (Los Angeles). Obwohl sie gerade versucht, ihrem Mann Ira Parks dabei zu helfen, Generalstaatsanwalt zu werden, lässt sie sich erweichen und versteckt Nicholas vorerst im Zimmer über ihrer Garage.
Am nächsten Morgen wechselt das Gesprächsthema von Ira und Glenda auf Nicholas, wobei Ira offenbart, dass er Nicholas für einen überführten Straftäter und Lügner hält und es nicht ertragen könnte, wenn Glenda auch nur im Ansatz daran dächte, ihm zu helfen. Da Nicholas das Gespräch mit anhört, entscheidet er sich gegen die Hilfe Glendas und versucht sein Glück alleine, schließlich müsse er ja nur die beiden Verbrecher finden und seine Unschuld beweisen. Also akzeptiert Glenda Nicholas’ Entscheidung und versucht, zum Gericht zu kommen. Doch Nicholas kommt nicht weit, da er sich in Glendas Auto versteckt. Nachdem die Polizei dies bemerkt, hat Nicholas nur noch die Wahl den Wagen zu entführen, Glenda und ihren Chauffeur Chester rauszulassen, um anschließend zu flüchten.
Als dies Ira erfährt, stellt er Glenda später am Abend zu Rede. Da er nicht fassen könne, dass sie einen Schwerverbrecher über der Garage versteckte, werde er nun selbst über der Garage schlafen, bis sich die ganze Situation beruhigt hat. Aber Glenda versucht sich sofort bei Ira zu entschuldigen und muss entsetzt feststellen, dass sich Nicholas erneut in dem Zimmer versteckt hat. Mit einer List schafft sie es, dass Ira verschwindet und sie sich mit Nicholas darüber unterhalten kann, wie er sich der Polizei stellen soll. Doch dieser denkt nicht dran und klaut anstelle von Glendas Wagen dieses Mal Iras Auto.
Doch Ira hat wichtigere Probleme, als sich um sein gestohlenes Auto zu kümmern, denn am nächsten Abend steht das wichtige Dinner mit dem Gouverneur an, der ihn zum Generalstaatsanwalt befördern soll. Unglücklicherweise ist seine Haushälterin Aurora beim Arzt, sodass sie das Leibgericht des Gouverneurs, Hähnchen Peperoni (Hähnchen à la Aurora), nicht zubereiten kann. Und als wäre das nicht schlimm genug, schleicht sich Nicholas erneut in Iras und Glendas Haus hinein. Ira erklärt er, dass er sich stellen will und übernimmt dabei von Chester, der ziemlich betrunken ist, die Funktion als Kellner und serviert dem Gouverneur sein Leibgericht. Das ist für Ira Grund genug ihn in die Küche zu bitten, wo er ihn hinter verschlossener Tür zusammenschlägt.
Kurze Zeit später steht Nicholas, verklagt von Ira und verteidigt von Glenda, vor dem Richter und muss seinen bizarren Fall erklären, der mehr lustig als schlimm klingt. Bevor der Richter irgendein Urteil fällen kann, wird Aurora mit Glendas sechs Hunden in den Gerichtssaal gebeten. Sie wurde kurz zuvor ebenfalls gezwungen, eine Bank auszurauben. Aber mit Hilfe der Vierbeiner konnte sie die beiden Verbrecher, die auch Nicholas zwangen, festnehmen. Letztendlich bleibt dem Richter nichts anderes übrig, als Nicholas freizusprechen.

## Kritik
Der Film erhielt gute Kritiken. So zählte die Internetseite Rotten Tomatoes von 20 gewerteten professionellen Kritiken 14 positive, was einem Wert von 70 % entspricht. Auch vom breiten Publikum wurde der Film mit überdurchschnittlichen Reaktionen aufgenommen, denn gleichzeitig werteten 64 % des Publikums den Film positiv. Dies wiederum wird vom Onlinefilmarchiv IMDb, einer weiteren Plattform, auf der normale User ihre Filmkritiken abgeben können, bestätigt, denn dort gaben 3.645 User dem Film überdurchschnittliche 6,4 von 10 möglichen Punkten.

„Fast wie in alten Zeiten ist wieder einer dieser Beinahunfälle, die einen Filmkritiker in einem Dilemma zurück lassen. Es ist ein lustiger Film, und ich musste oft laut lachen, aber letztendlich ist der Funke einfach nicht rübergesprungen.“

„Leichte Situationskomödie nach Neil Simons bewährtem Muster. Dank der ausgezeichneten Darstellung von Goldie Hawn angenehme Unterhaltung.“

## Auszeichnungen
Charles Grodin wurde als Schlechtester Nebendarsteller für die Goldene Himbeere nominiert.

## Veröffentlichung
Nach seinem Kinostart am 19. Dezember 1980 spielte der Film 43 Mio. US-Dollar ein. In Westdeutschland lief der Film ab dem 20. März 1981 und in der DDR ab dem 22. April 1983 in den Kinos. Seit dem 9. April 2002 ist der Film auch auf DVD erhältlich.